# Bizzarrini Strada GT 5300
Bizzarrini Strada GT 5300 – samochód sportowy zaprojektowany przez Włocha Giotto Bizzarriniego i produkowany w latach 1965−1969. Wyposażony był on w nadwozie typu coupé. Samochód był napędzany przez silnik V8 o pojemności 5,4 l. Wyprodukowano łącznie 149 egzemplarzy tego modelu. 

## Dane techniczne
- Silnik: V8 5,4 l (5351 cm³)[1]
- Układ zasilania: b.d.
- Średnica × skok tłoka: b.d.
- Stopień sprężania: b.d.
- Moc maksymalna: 350 KM (257 kW)[1]
- Maksymalny moment obrotowy: b.d.
- Prędkość maksymalna: b.d.